# La Beauté d'Hippolyte
La Beauté d'Hippolyte (La bellezza di Ippolita) est une comédie italienne réalisée par Giancarlo Zagni, sortie en 1962, avec Gina Lollobrigida et Enrico Maria Salerno. Le film est sélectionné pour le 12e festival de Berlin.

## Synopsis
Hippolyte est une ancienne danseuse qui tombe amoureuse de Luca, un employé de station-service et finit par l'épouser. Mais le calme ne dure pas longtemps car Hippolyte est trop courtisée par les automobilistes, rendant Luca jaloux. Un jour, cependant, Hippolyte découvre que son mari la trahit avec une autre et médite sur la vengeance.

## Distribution
- Gina Lollobrigida : Hippolyte
- Enrico Maria Salerno : Luca
- Milva : Adriana
- Lars Bloch
- Angela Portaluri
- Bruno Scipioni
- Piero Palermini
- Franco Balducci
- Ariel Mannoni
- Renato Mambor
- Franco Giacobini
- Carlo Giuffré